# Portalada i escut al carrer de la Creu, 22 (Miravet)
La Portalada i escut al carrer de la Creu, 22 és una obra de Miravet (Ribera d'Ebre) inclosa a l'Inventari del Patrimoni Arquitectònic de Catalunya.

## Descripció
Situada dins del nucli urbà de la vila de Miravet, a la banda de llevant del terme, a la façana principal de l'edifici
Es tracta d'un gran portal d'arc de mig punt adovellat, amb les impostes motllurades i els brancals bastits amb carreus de pedra ben desbastats, situada en un edifici actualment rehabilitat. La dovella clau presenta un escut amb la creu de Malta gravada al mig, envoltada d'orles motllurades i motius vegetals i florals. A la part superior hi havia una inscripció actualment molt esborrada.

## Història
A la llinda de la casa es pot apreciar l'escut de la creu de Malta, signe identificador de l'ordre dels Templers.